# آلف هانسن
آلف هانسن (انگلیسی: Alf Hansen؛ زادهٔ ۱۳ ژوئیهٔ ۱۹۴۸) قایقران روئینگ اهل نروژ بود.